# Люшава
Люшава (пол. Luszawa) — село в Польщі, у гміні Острувек Любартівського повіту Люблінського воєводства.
Населення — 320 осіб (2011).

## Демографія
Демографічна структура станом на 31 березня 2011 року:
|          | Загалом | Допрацездатний вік | Працездатний вік | Постпрацездатний вік |
| -------- | ------- | ------------------ | ---------------- | -------------------- |
| Чоловіки | 150     | 30                 | 97               | 23                   |
| Жінки    | 170     | 46                 | 80               | 44                   |
| Разом    | 320     | 76                 | 177              | 67                   |